# Richard Gladewitz
Richard Gladewitz (* 30. August 1898 in Zwickau; † 23. November 1969 in Bukarest) war ein deutscher Parteifunktionär (KPD/SED), Widerstands- und Spanienkämpfer. Er war stellvertretender Vorsitzender der Gesellschaft für Sport und Technik (GST).

## Leben
Gladewitz, Sohn von Gustav Gladewitz, dem Privatsekretär von August Bebel, erlernte den Beruf eines Kellners und war in diesem Beruf tätig. 1917/18 musste er als Soldat Kriegsdienst im Ersten Weltkrieg leisten.
Gladewitz schloss sich 1919 der Unabhängigen Sozialdemokratischen Partei Deutschlands (USPD) an und wechselte 1920 zur Kommunistischen Partei Deutschlands (KPD). Von 1919 bis 1921 war er Hilfsarbeiter in Chemnitz, von 1921 bis 1923 arbeitete er als Kellner in Cuxhaven. Gladewitz war zeitweise Ortsvorsitzender der KPD Cuxhaven, danach in Chemnitz. Ende 1928 bis Frühjahr 1929 wirkte er als Sekretär der Roten Hilfe im Bezirk Erzgebirge-Vogtland. Von 1929 bis 1933 war er Vorsitzender des Mieterverbandes Chemnitz. Er wurde in der Weimarer Republik aus politischen Gründen mehrfach gemaßregelt. Im August 1932 nahm er in Amsterdam am Weltkongress gegen den imperialistischen Krieg teil. Im selben Jahr wurde er vom Reichsgericht zu achtzehn Monaten Festungshaft verurteilt, kam jedoch durch die Weihnachtsamnestie wieder frei. Im Januar 1933 wurde er zum Stadtverordneten und Stadtrat in Chemnitz gewählt.
Nach der „Machtergreifung“ der Nationalsozialisten emigrierte Gladewitz im Februar 1933 in die Tschechoslowakei. Er leitete dort die KPD-Grenzarbeit für Ostsachsen und arbeitete ab Juli 1934 illegal in Deutschland. Er war Orgleiter der KPD in Berlin und fungierte von Oktober 1934 bis Mai 1935 als Politischer Leiter der KPD in Oberschlesien. Im Februar 1935 nahm er an der KPD-Grenzkonferenz unter der Leitung von Franz Dahlem und Walter Ulbricht in der Tschechoslowakei, im Sommer 1935 am VII. Weltkongress der Komintern in Moskau teil und war unter dem Namen „Lange“ im Oktober 1935 Delegierter der „Brüsseler Konferenz“ der KPD in Kunzewo bei Moskau. Danach arbeitete Gladewitz erneut in Deutschland. Er übernahm mit Elli Schmidt die illegale Leitung der KPD in Berlin.
Im Juli 1936 emigrierte er erneut in die Tschechoslowakei und gelangte über Dänemark und Frankreich nach Spanien. Dort nahm er ab September 1937 als Mitglied der Internationalen Brigaden am Spanischen Bürgerkrieg teil. 1938/39 war er Kaderkommissar des „Hans-Beimler-Bataillons“. 1939 hielt er sich in Frankreich und vorübergehend in Belgien auf und leistete illegale Arbeit. Von September 1939 bis 1941 war Gladewitz im Lager Gurs interniert.
Nach der Besetzung Frankreichs durch deutsche Truppen war Gladewitz unter dem Namen „Charles Berger“ in der Résistance aktiv. Ab Ende 1943 war Gladewitz Mitglied der KPD-Westleitung und des Komitees »Freies Deutschland« für den Westen (französisch Comité „Allemagne libre“ pour l’Ouest, CALPO) und war Beauftragter des CALPO für Paris und Umgebung. Er war insbesondere mit der Infiltration von Angehörigen der Wehrmacht betraut. Nach der Befreiung von Paris fungierte Gladewitz als Leiter des Frontbüros des CALPO und war 1945 Mitunterzeichner des gemeinsamen Aufrufes der SPD- und KPD-Landesgruppen zur bedingungslosen Kapitulation. 

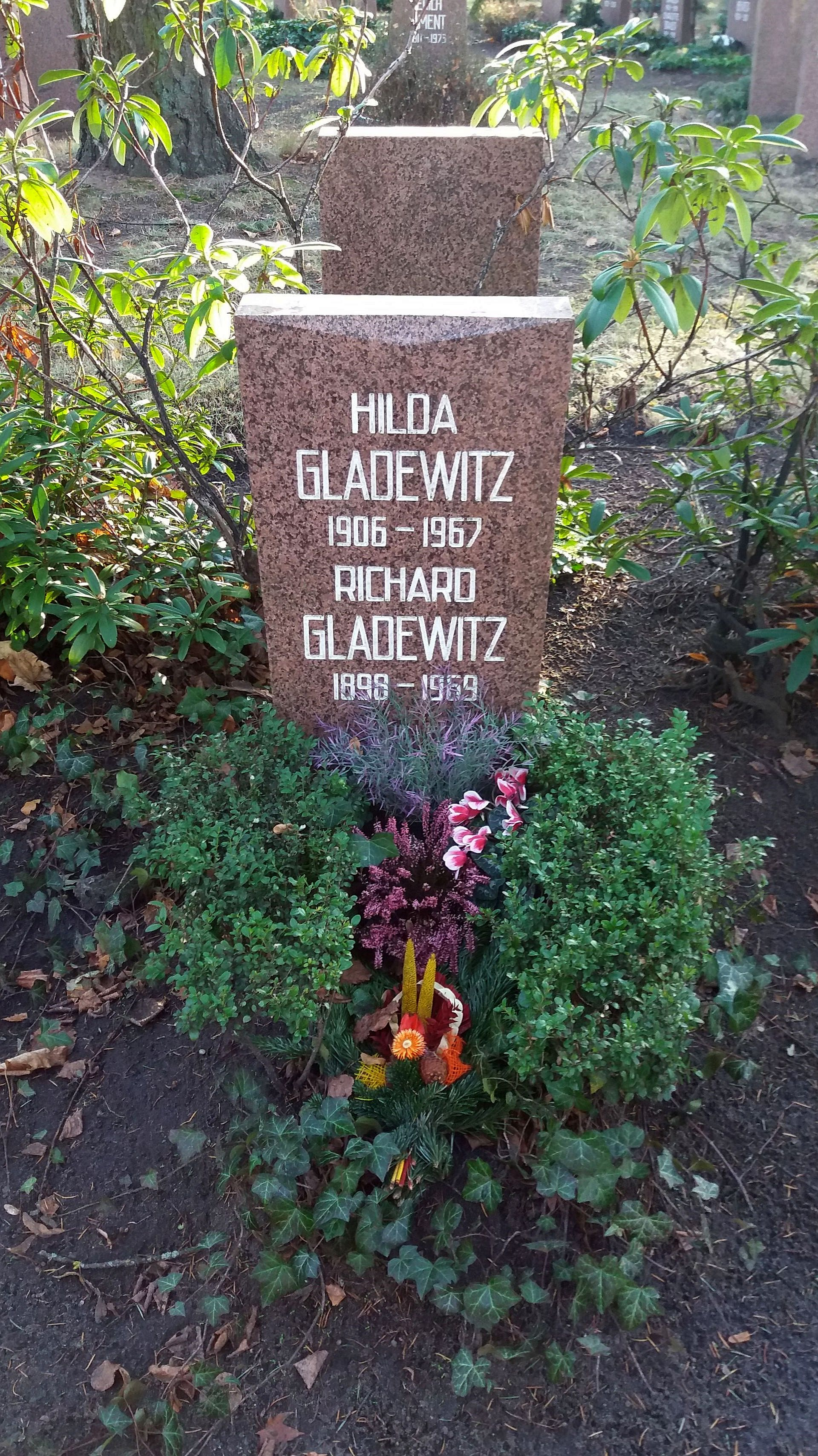
Grabstätte

Im Juli 1945 kehrte Gladewitz nach Chemnitz zurück. Er wirkte ab August 1945 als Erster Sekretär der KPD in Plauen sowie ab September 1945 – zusammen mit Arthur Helbig (SPD) – als paritätischer Vorsitzender des Kreisausschusses der Volkssolidarität. Von Dezember 1945 bis 1948 war Gladewitz Leiter des Informationsamtes der Landesregierung Sachsen, später Mitglied der Landeskommission für staatliche Kontrolle. 1946 wurde er Mitglied der Landesleitung Sachsen der SED. Später leitete er die Hauptabteilung „Sowjetunion und Volksdemokratien“ beim Berliner Rundfunk im Funkhaus Masurenallee Berlin (West). Hier, in West-Berlin, wurde er am 6. Dezember 1950 mit drei weiteren Mitarbeitern (Alfred Hartmann, Dagobert Löwenberg und Ernst Schmidt) verhaftet und wegen „Menschenraubes“ angeklagt. Die Verteidigung übernahm Friedrich Karl Kaul. Im August 1951 wurden Gladewitz, Hartmann und Löwenberg wegen Mangels an Beweisen, Schmidt aufgrund erwiesener Unschuld freigesprochen. Von 1952 bis 1954 war Gladewitz Redakteur bei der „Täglichen Rundschau“, dann ab 1954 stellvertretender Vorsitzender der GST. Von 1956 bis 1962 arbeitete er am Institut für Marxismus-Leninismus beim ZK der SED.
Gladewitz starb am 23. November 1969 in Bukarest. Er wurde in der Gräberanlage Pergolenweg auf dem Zentralfriedhof Friedrichsfelde beigesetzt, wo bereits 1967 seine Ehefrau Hilda, geb. Janka, beigesetzt worden war.

### Familie
Gladewitz war seit 1928 mit Hilda Janka (1906–1967) verheiratet, der älteren Schwester von Albert (1907–1933) und Walter Janka (1914–1994). Seine Tochter Sonja heiratete den späteren Leiter der Ständigen Vertretung der DDR in der Bundesrepublik, Ewald Moldt.

## Auszeichnungen
- Vaterländischer Verdienstorden in Bronze (1955), in Silber (1958) sowie in Gold (1968)
- Hans-Beimler-Medaille (1956)
- Médaille de la Résistance (Frankreich, 1957)